# Jüri Järvet
Jüri Järvet, né Gueorgui Kouznetsov le 18 juin 1919 à Tallinn et mort le 5 juillet 1995  dans cette ville, est un acteur soviétique et estonien,.

## Biographie
Né d'une mère russe et d'un père originaire de la Lorraine, Jüri Järvet porte le nom de sa famille adoptive estonienne. Il parle estonien et très peu le russe, ce qui fait que plus tard, dans les films destinés au public russophone, il sera doublé par d'autres acteurs. Dans sa jeunesse, il pratique la gymnastique et devient champion de Tallinn dans cette discipline.
Après le cursus dans le gymnasium Gustave Adolphe de Tallinn, Jüri Järvet commence son parcours professionnel, en travaillant d'abord comme coursier (1936-1941), puis comme statisticien dans une entreprise automobile (1941). En 1941, il rejoint la troupe de danse du théâtre ouvrier de Tallinn.
Mobilisé dans l'Armée rouge au début de la Seconde Guerre mondiale, il fait partie d'un régiment de réserve de la 7e division de tirailleurs en 1941-1942. En 1942, il est transféré à Iaroslavl et intégré dans l'ensemble musical estonien fondé par le Conseil pour les affaires artistiques de l'URSS. Il y suit une formation en art dramatique et en 1944, devient acteur du théâtre de jeune spectateur de Tallinn. En 1946-1949, il fait les études à l'Institut théâtral (Eesti NSV Riiklik Teatriinstituut) au sein de l'actuelle Académie estonienne de musique et de théâtre. Ensuite, il travaille au théâtre Lõuna-Eesti de Võru (1949-1950) et comme rédacteur à Eesti Raadio (1950-1951). Du février 1951 au mars 1952, il est conseiller artistique du syndicat estonien du théâtre.
En 1952-1965 et 1970-1992, il est acteur du Théâtre dramatique estonien. En 1965-1967 acteur du Théâtre de la ville de Tallinn.
En 1967, il est invité à tenir le rôle de Krapp dans La Dernière Bande de Beckett adaptée par Mikk Mikiver pour la télévision estonienne, c'est la première des pièces du célèbre dramaturge à être jouée en Estonie. En 1973, Mikiver remonte la pièce au théâtre de Tallinn - là encore avec Järvet dans le rôle de Krapp. L'équipe a répété l'expérience de la télévision, 22 ans après leur première collaboration. La particularité de cette seconde adaptation consiste dans l'utilisation de la bande sonore du téléfilm - qui comporte la voix du jeune Järvet -, pour reproduire la voix du jeune Krapp.
Il se produit également au Théâtre de Vanemuine entre 1971 et 1976.
On lui confère le titre honorifique d'artiste du peuple de l'URSS en 1975.
Sa carrière au cinéma commence en 1955, avec le rôle de Robert dans le film Le Bonheur d'Andrus de Herbert Rappaport, et compte plus d'une cinquantaine de films, parmi lesquels les plus connus sont Le Roi Lear de Grigori Kozintsev (1971, adapté de la pièce homonyme de William Shakespeare) et Solaris d'Andreï Tarkovski (1972). C'est l'acteur russe Vladimir Tatossov qui prête sa voix au personnage de Järvet dans Solaris.
Il joue dans le feuilleton télévisé Data Tutashkhia adapté du roman de Chabua Amirejibi par Giga Lortkipanidze et Gizo Gabeskiria, et diffusé en 1977 (Kartuli Pilmi). Sa performance dans cette production sera récompensée par un prix d'État de l'URSS en 1981.
Par ailleurs, il a été député du 11e Soviet suprême de l'Union soviétique qui siégeait en 1984-1989.
Mort le 5 juillet 1995, Jüri Järvet est enterré au cimetière boisé de Tallinn.

### Liens familiaux
Son fils, Jüri Järvet Jr, est également acteur et a tourné notamment dans le film de 1998 Khroustaliov, ma voiture ! (Хрусталёв, машину! ; Khrustalyov, mashinu!) d'Alekseï Guerman.

## Filmographie sélective
- 1968 : La Saison morte (Мертвый сезон) de Savva Koulich : Pr O'Reilly
- 1971 : Le Roi Lear (Король Лир) de Grigori Kozintsev : le roi Lear
- 1972 : Solaris d'Andreï Tarkovski : Dr Snaut
- 1979 : Hukkunud Alpinisti hotell de Grigori Kromanov : Alex Snewahr
- 1984 : Le Capitaine Fracasse (Капитан Фракасс) de Vladimir Saveliev : Matamore